# Conny Bieze
 Conny Bieze-van Eck (Twello, 1957) is een Nederlands politicus namens de VVD.
Ze studeerde rechten aan de Universiteit Utrecht en doceerde economie. Samen met haar man dreef ze vanaf 1987 een makelaardij met meerdere vestigingen in Oost-Nederland. Vanaf 1995 was ze lokaal en sinds 2003 provinciaal actief namens de VVD. Van 2011 tot 2019 was Bieze Gedeputeerde in de Provincie Gelderland met de portefeuille mobiliteit (weginfrastructuur, openbaar vervoer, fietsbeleid), economie (bedrijventerreinen en recessie) en omgevingsvergunningen en -handhaving. Van de liberale fractie van het Comité van de Regio's kreeg ze in december 2014 tijdens de LeaDeR Awards de prijs voor EU Ambassadeur 2014 voor haar bijdrage aan de Nederlands-Duitse samenwerking en het moderniseren van het openbaar vervoer in Gelderland.
Een van de treinen van de Valleilijn is tijdens haar bestuursperiode  naar Bieze vernoemd. Binnenlands Bestuur noemt dit "Onverstandig"